# Dipturus wuhanlingi
Dipturus wuhanlingi es una especie de pez de la familia de los Rajidae en el orden de los Rajiformes.

## Morfología
Los machos pueden llegar a alcanzar los 66,8 cm de longitud total y las hembras 78.4.

## Reproducción
Es ovíparo y las hembras ponen huevos envueltos en una cápsula córnea.

## Hábitat
Es un pez de mar y de subtropical.

## Distribución geográfica
Se encuentran en Asia: el sur del Mar de la China Oriental y el norte del Mar de la China Meridional. 

## Observaciones
Es inofensivo para los humanos. 